# 한국분말재료학회
한국분말재료학회는 사회 일반이익에 공여하기 위하여 공익법인의 설립에 관한 법률의 규정에 따라 분말제조 및 가공에 관한 학문과 기술의 향상 그리고 국가산업 발전에 공헌함을 목적으로 1996년 6월 21일 설립허가된 대한민국 과학기술정보통신부 소관의 사단법인이다. 사무실은 135-703 서울특별시 강남구 역삼동 635-4 과학기술회관 신관 908호에 있다.